# Отдел истории геологии
Отдел истории геологии (или Кабинет, Сектор, Лаборатория, Группа истории геологии) — советское и российское академическое научное, подразделение созданное в 1951 году в Институте геологических наук АН СССР (реорганизован в ГИН АН СССР (с 1956), переехал в ГГМ РАН (c 1991), вернулся в 2015 году в ГИН РАН), занимающееся сбором, систематизацией и анализом материалов по истории геологических знаний, вопросами истории и методологии геологических наук и горного дела. Первая организация создавшая специальную группу и научную тему для разработки проблем истории геологии.

## История
Работы по истории геологии до 1920-х годов издавались редко, носили характер обзоров предшествующих работ. В 1921—1922 годах в Российской академии наук по предложению В. И. Вернадского была создана Комиссия по истории наук (с 1926 — Комиссии по истории знаний).
В 1936 году академик А. Е. Ферсман (с 1942 года — директор Института геологических наук (ИГН) АН СССР) писал:

Очень важным является исторический отдел, то есть ознакомление с историей наук и её главнейшими этапами. Незнание истории своих собственных исследований — вопиющая черта наших учреждений и молодых работников и с ней надо бороться.
14 апреля 1948 года Бюро Отделения геолого-географических наук (ОГГН АН СССР) постановило создать при отделении специальную Комиссию по истории геолого-географических наук. В октябре 1948 года при ОГГН АН СССР была организована Комиссия по истории геолого-географических наук в составе 21 человека. Председателем Комиссии назначен академик А. И. Заварицкий, заместителями председателя — академик A. A. Григорьев и член-корр. АН СССР Н. С. Шатский.
21 декабря 1948 года ОГГН АН СССР по итогам Ноябрьской сессии Института геологических наук АН СССР постановило начать работы по истории геологических наук: 

В области методологии: Ввести в тематический план Института работы по изучению истории геологических наук как важнейшего средства борьбы за приоритет русской науки и за использование забытых идей и
достижений передовых русских ученых.

Необходимо также срочно организовать работы по истории геологических наук, так как они важны с точки зрения понимания развития различных дисциплин и являются важным средством борьбы за приоритет русской и советской науки.

### Кабинет истории геологии (1950—1956)
С 1949 года в ИГН АН СССР начались исследования по систематизации истории геологических знаний.
В 1950 году был создан Кабинет истории геологии под руководством В. В. Тихомирова (1915—1994).
В 1953 году по инициативе В. В. Тихомирова при поддержке академиков Н. С. Шатского и Д. И. Щербакова в АН СССР было основано издание периодической серии «Очерки по истории геологических знаний», ответственным редактором которой стал В. В. Тихомиров.

### Лаборатория истории геологии (1956—1989)

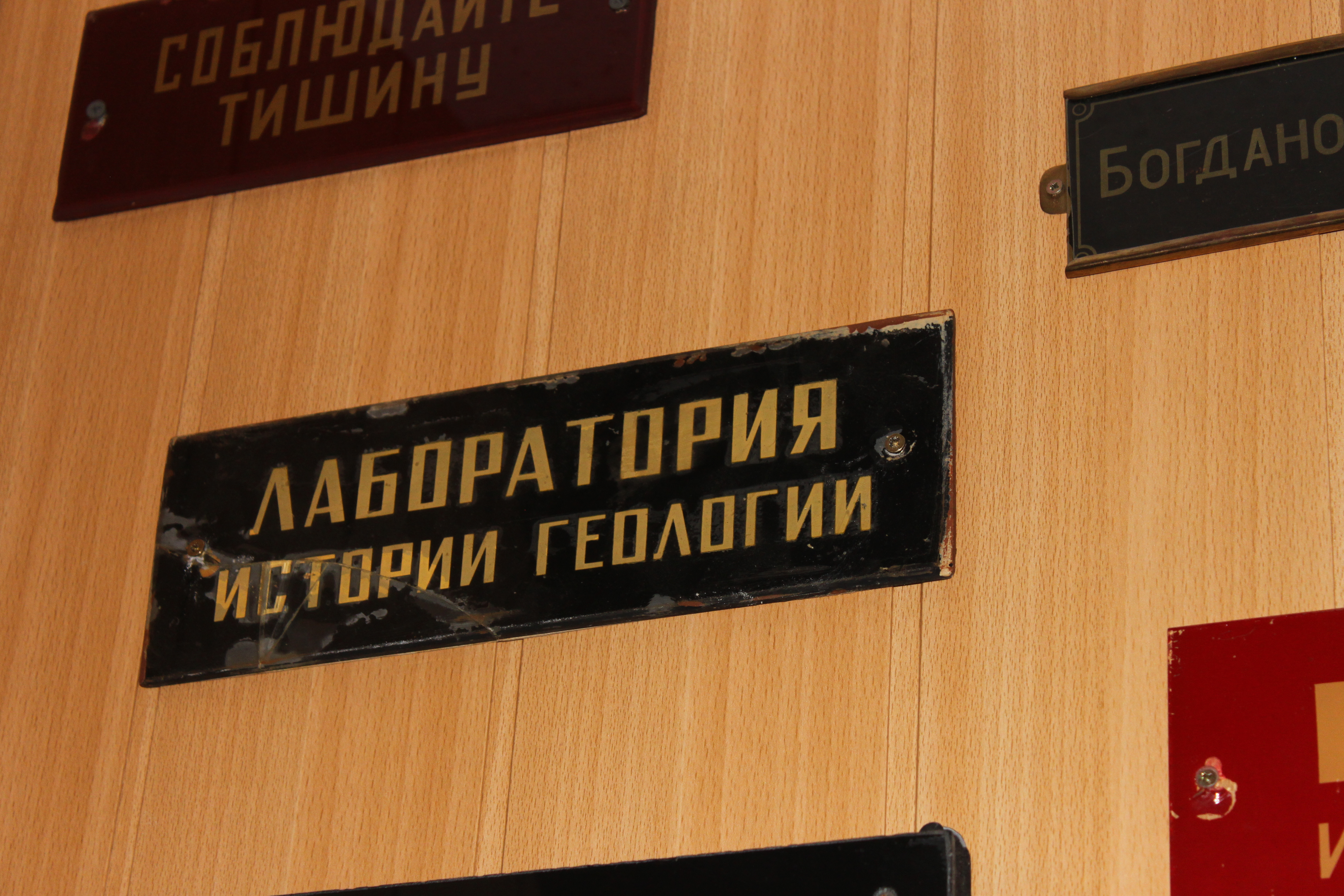
ЛИГ ГИН АН СССР

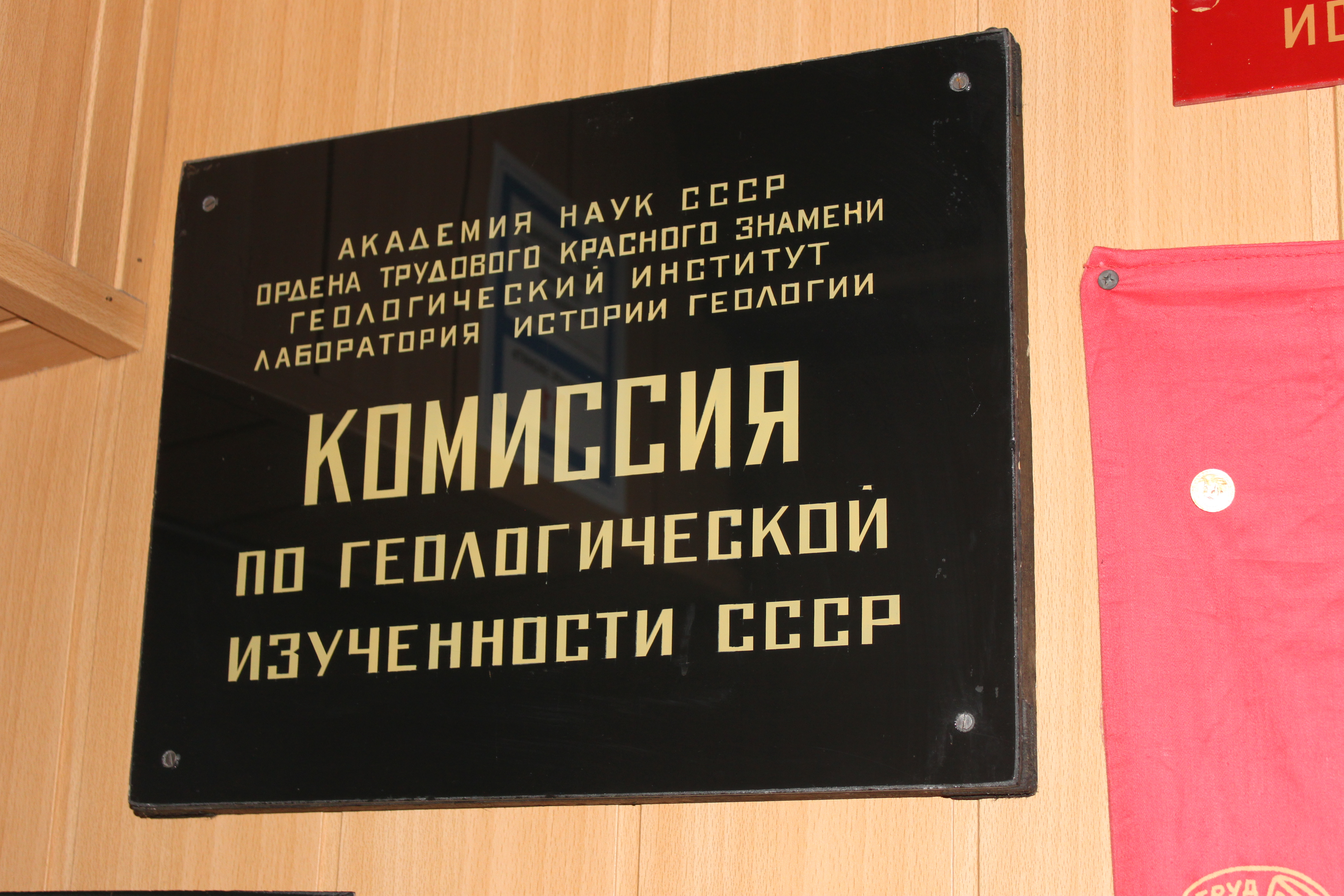
КОГИ

C 1958 года В. В. Тихомиров возглавил Комиссию по геологической изученности СССР.
С 1967 года В. В. Тихомиров стал президентом Международного комитета по истории геологических наук.
В 1977—1990 годах И. Г. Малахова работала в ГИН АН СССР, в 1985 году она защитила кандидатскую диссертацию по теме: «Развитие представлений о тектонической корреляции». В 1989 году участвовала (учёный секретарь) в 8-м рейсе НИС Академик Николай Страхов в районе Центральноамериканского желоба. Учёный секретарь подкомиссии КОГИ по философско-методологическим проблемам геологии.
Лаборатория работала по нескольким исследовательским темам и подтемам:
«История развития и современное состояние важнейших направлений геологической науки» (1976—1985)
- История возникновения и развития тектоническом мысли (В. В. Тихомиров)
- История геологических знаний в Академии наук (В. В. Тихомиров, до 1977)
- Развитие идеи стадийности геологических процессов: с древнейших времён до наших дней (В. В. Тихомиров, Г. П. Хомизури, до 1979)
- Развитие геологических наук в СССР (В. В. Тихомиров, И. А. Гордина — до 1982)
- Идея эволюции в геологии и биологии в конце XIX — первой половине XX веков (А. И. Равикович, до 1979)
- Развитие идей о геологическом строении России во второй половине XIX века (И. Г. Малахова, до 1979)
- Развитие представлений о неравномерности геологических процессов (А. И. Равикович, И. Г. Малахова, до 1980)
- Развитие методов корреляции геологических явлений: тектоника (И. Г. Малахова, с 1981)
- Развитие палеогеографии в СССР (Ю. Я. Соловьёв)
- История идей и методов четвертичной геологии (В. Г. Гербова, И. Г. Малахова, до 1979)
- История возникновения и развития тектонической мысли: до середины XX века (Е. А. Сидякина)
- История Геологического института АН СССР (до 1979)
- Подготовка к 27-й сессии Международного геологического конгресса (В. В. Тихомиров, И. Г. Малахова, Ю. Я. Соловьёв, И. А. Гордина, до 1984)

В 1980 году Лаборатория истории геологии ГИН АН СССР приняла основное участие в подготовке монографии к 50-летию института: « История Геологического института АН СССР: Развитие института, его научные школы и библиография трудов».
В августе 1984 года приняли участие в организации 11-го Симпозиума ИНИГЕО на тему: «История минералогии», в рамках Секции № 21 «История геологии», на 27-й сессии Международного геологического конгресса в Москве (Геологический факультет МГУ).
В 1985 году научными задачами лаборатории были:
- Всеобщая история геологических знаний
- История регионально-геологических исследований
- История отдельных отраслей, идей и методов геологической науки
- Составление научно-биографических очерков
- Создание сборников, посвящённых философским проблемам геологии и науковедения
- Подготовка выпусков периодической серии «Очерки по истории геологических знаний»
- Создание справочного фонда по истории геологии (библиографические карточки, документы, фототека, библиотека)
- Научно-организационная координирующая работа в области истории и методологии геологических наук.

Тема № 11: «История и методология геологических наук» (1986—1990):
- История возникновения и развития фундаментальных проблем в геологии: выявление роли противоречивых идей в прогрессе геологических знаний (В. В. Тихомиров, 1986—1990)
- История нептунистического и плутонистского направления в теоретической геологии (с 1988, В. В. Тихомиров, Е. А. Сидякина)
- Развитие представлений о природе важнейших геологических событий и подход к истолкованию их с позиций различных тектонических идей (Ю. Я. Соловьёв, И. Г. Малахова, В. Г. Гербова, Н. И. Кутузова).

18 ноября 1988 года заведование Лабораторией истории геологии перешло Ю. Я. Соловьёву (и. о.). C 24 мая 1989 года — заведующий сектора истории геологии ГИН АН СССР.
С 1985—1988 годах в лаборатории работала учёный секретарь ГИН АН СССР В. Г. Гербова.
С октября 1986 года и. о. ведущего научного сотрудника лаборатории был С. М. Цейтлин.

### Сектор истории геологии (1991—1995)

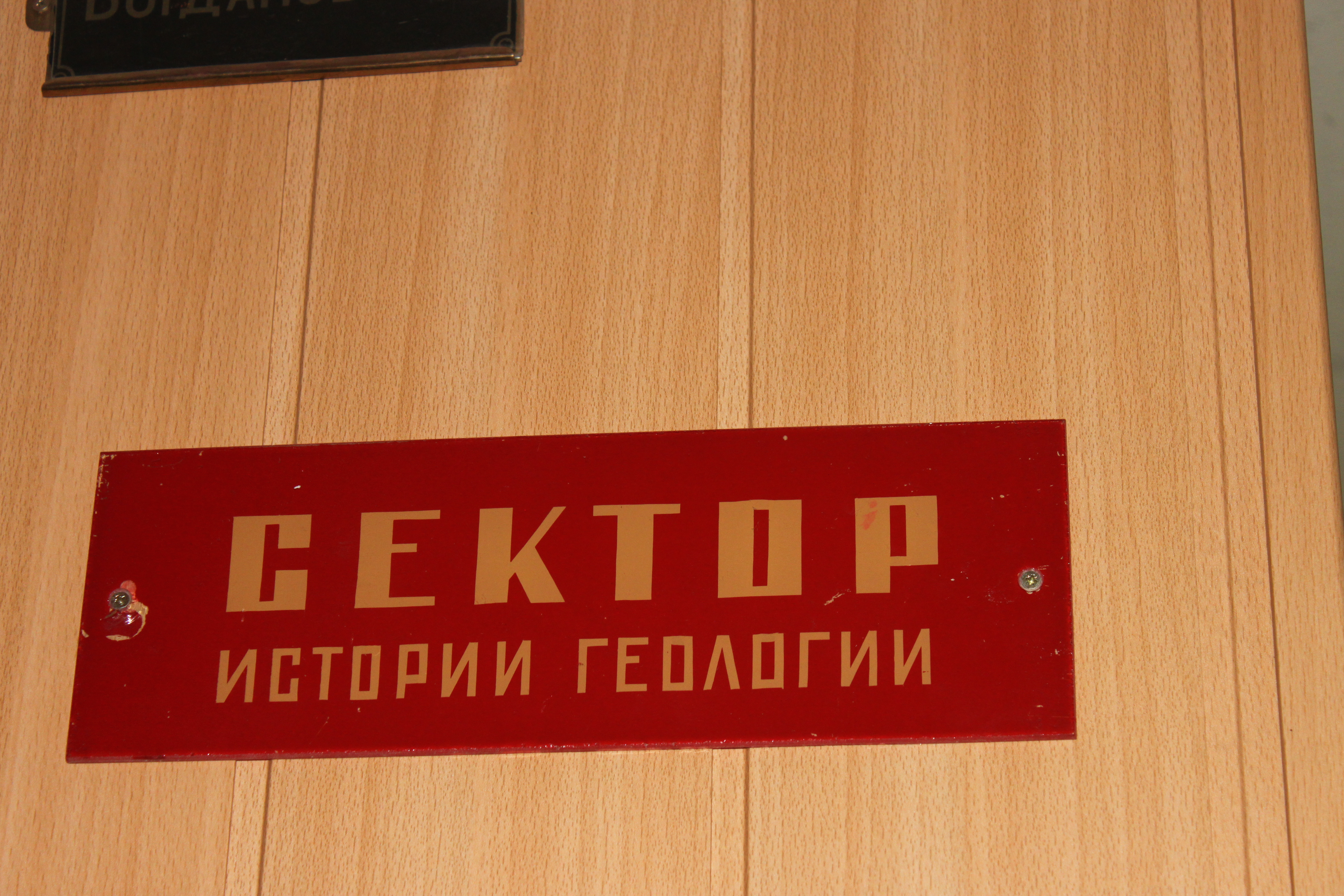
СИГ ГГМ РАН

1 января 1991 года был образован «Сектор Истории геологии». Научная группа советника члена-корреспондента АН СССР В. В. Тихомирова была переведена (внутри АН СССР) из ГИН АН СССР в Государственный геологический музей имени В. И. Вернадского АН СССР и КННО РСФСР. Перешло шесть сотрудников: З. А. Бессуднова (инженер), А. С. Дворцина (инженер), Ю. Я. Соловьёв (старший научный сотрудник), С. В. Самуленко (инженер), В. В. Тихомиров (советник дирекции), О. Н. Хатова (инженер).
1 марта состоялся переезд в Государственный геологический музей имени В. И. Вернадского АН СССР и КННО РСФСР, образованный в 1988 году.

### Отдел истории геологии (1995—2015)
В 1995 году было утверждено «Положение об Отделе истории геологии».
С 2001 года Г. П. Хомизури вернулся в отдел. Он также являлся членом диссертационного совета по истории наук о Земле в ИИЕТ РАН (2003—2015).
В 2002 году З. А. Бессуднова защитила кандидатскую диссертацию по теме: «Геологические и минералогические исследования в Музее естественной истории Московского университета (1759—1930)»
В 2003—2005 годах в отделе работали: Ю. Я. Соловьёв (заведующий отделом), З. А. Бессуднова (старший научный сотрудник), Г. П. Хомизури (ведущий научный сотрудник), Н. А. Хомизури (ведущий специалист), С. В. Самуленко (инженер).
1 октября 2005 года И. Г. Малахова возглавила Отдел истории геологии в ГГМ РАН.
В 2006—2009 годах Отдел работал по плановой теме: «История важнейших достижений в геологии и горных науках (роль учёных РАН и иностранных членов РАН в создании теоретических основ и методов современной геологии)». Была подготовлена выставка «Страницы нашей истории: К 250-летию ГГМ». Продолжена работа по наполнению Электронной библиотеки «Научное наследие России». В отделе работали: И. Г. Малахова (руководитель), З. А. Бессуднова (старший научный сотрудник), С. В. Самуленко (ведущий специалист), Ю. Я. Соловьёв (главный научный сотрудник, работал до 2006 года), Г. П. Хомизури (ведущий научный сотрудник), Н. А. Хомизури (ведущий специалист).
В 2008 году группа истории геологии начала работу по Программе Президиума РАН — Электронная библиотека «Научное наследие России», объединившей информационные ресурсы научных институтов, архивов и библиотек РАН. В библиотеке размещались публикации естествоиспытателей и геологов (до 1945 года), их биографические очерки и портреты. Был создан раздел «Естественно-исторические коллекции» с описаниями музейных предметов из исторических и монографических коллекций, связанных с учёными. Поэтому современная информационная система интегрирована (ссылки на научные труды, информация об авторах и прочая информация) с электронной библиотекой «Научное наследие России».
Исследования по теме: Информационная система «История геологии и горного дела» начались с 2010 года. В современных условиях обработать накопленные материалы можно было только используя информационные технологии, для максимальной кооперации с научным сообществом её решили разместить в Интернет. Отдел истории геологии совместно с Библиотекой по естественным наукам РАН (БЕН РАН) начал разработку нового интернет-ресурса — информационная система «История геологии и горного дела».
С 2011 года система начала наполняться списками научных трудов и литературой об учёных. Приоритет отдавался членам, членам-корреспондентам и иностранным членам (профессорам, экстраординарным и ординарным академикам) отечественной академии, название которой менялось:
Учёные, избранные в разное время по отделениям Академии наук, связанными с геологией и горным делом (до середины XIX века — естествознание, естественная история и пр.), например:
- Отделение физико-математических наук: ориктогнозия и минералогическая химия; минералогия; по разряду физическому (геология); геология нефти; геология и география; геология и палеонтология.
- Отделение геолого-географических наук: общая геология; геотектоника и общая геология, минералогия и рудные месторождения.
- Отделение геологии, геофизики и геохимии: горные науки, разработка полезных ископаемых.
- Отделение технических наук: горное дело.
- Отделение геологии, геофизики, геохимии и горных наук (геохимия)
- Отделение наук о Земле: геология; геодинамика; геоинформатика; геология и геофизика; геология и разработка месторождений газа; геология нефти; геохимия; геология и металлогения; горное дело; горные науки и др.

В 2012 году Отделение наук о Земле РАН объявило благодарность за монографию «Иностранные члены Российской академии наук. XVIII—XXI в.: Геология и горные науки», 2012..

### Группа истории геологии

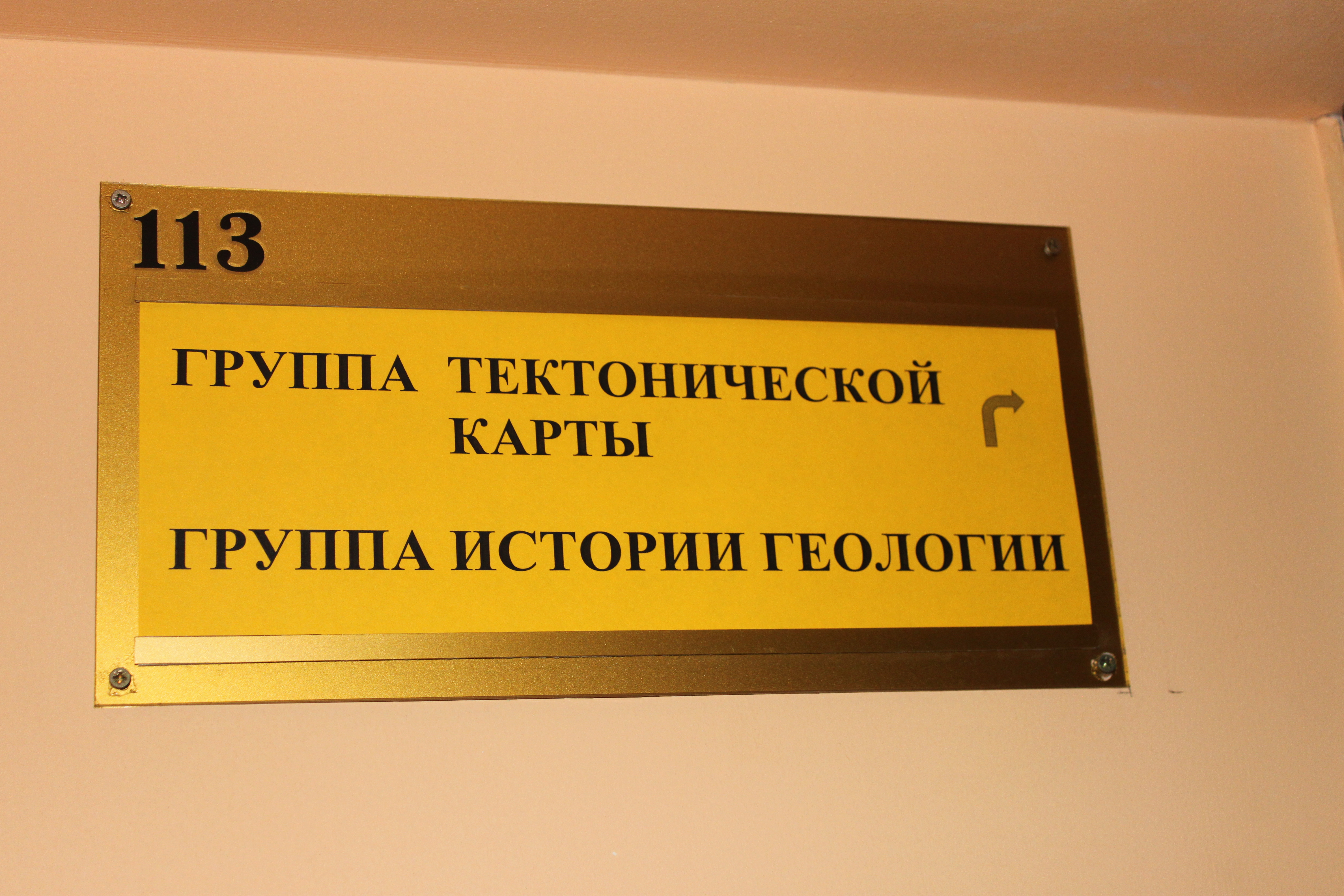
Группа истории геологии ГИН РАН

1 мая 2015 года Отдел истории геологии со всеми накопленными научными материалами вернулся (перевод внутри РАН) в Геологический институт РАН, с тех пор он называется «Группа истории геологии».
В конце мая 2019 года Группа истории геологии переехала из здания на Старомонетный переулок, дом 31 (до объединения — Институт литосферы АН СССР и РАН (1978—2004)) в главное здание ГИН РАН (Пыжёвский переулок, дом 7, строение 1).
В 2015—2018 годах научная работа по наполнению информационной системы «История геологии и горного дела» была плановой научной темой фундаментальных исследований ГИН РАН — История важнейших достижений в геологии и горных науках: Информационная система «История геологии и горного дела».
В 2017 году были составлены библиографии всех членов, членов-корреспондентов и зарубежных членов академии наук (ИАН, РАН, АН СССР, РАН) по специальности «геология и горное дело».
В 2019 году информационная система «История геологии и горного дела» была перенесена в ГИН РАН с scirus.benran.ru/higeo (884 учёных) на higeo.ginras.ru, в ней представлено более 950 учёных. Объём базы данных более 2 гигабайт, зарегистрирована Роспатентом в ноябре 2019 года.

## Руководство
В результате структурных реорганизаций в Академии наук названия и подчинения подразделения менялись:
1. 1950 — Тихомиров, Владимир Владимирович — Кабинет истории геологии ИГН АН СССР, Лаборатория истории геологии ГИН АН СССР, Сектор истории геологии ГИН АН СССР.
2. 1991 — Соловьёв, Юрий Яковлевич — Отдел истории геологии ГГМ АН СССР и КННО РСФСР, ГГМ РАН (с 1994).
3. 2005 — Малахова, Ирина Геннадьевна — Отдел истории геологии ГГМ РАН, Группа истории геологии ГИН РАН (c 2015).
4. 2019 — Второв, Иван Петрович — Группа истории геологии ГИН РАН.

## Научная и организационная работа
С 1949 года историки геологии собирали научные материалы по истории геологических наук.
В начале 1960-х годов была организована рассылка писем во все геологические организации СССР для сбора библиографий и автобиографий учёных-геологов, которые вошли в «Материалы к истории геологии в СССР. Биобиблиографический словарь. в 8 выпусках. М.: ВИНИТИ, 1965—1978».
С 1953 года издаётся серия «Очерки по истории геологических знаний», вышло 32 выпуска.
C 2015 года открыта и продолжает наполняться информационная система «История геологии и горного дела» — открытая база данных по учёным геологических и горных наук (биографии, библиографии, фото и документы).
Фотографии по истории науки публикуются в проекте «История России в фотографиях»
Историки геологии выступили организаторами и участниками многих конференций, съездов и сессий по истории геологических наук, среди них:
- Сессии ИНИГЕО (1967 — Ереван, 1984 — Москва).
- Польско-советский симпозиум по истории геологических знаний (с 1969)[27]
- Двусторонний (ГДР—СССР) симпозиум по истории и методологии геологических наук (1970, 1975, 1984, 1986).